# العلاقات الزيمبابوية الفرنسية
العلاقات الزيمبابوية الفرنسية هي العلاقات الثنائية التي تجمع بين زيمبابوي وفرنسا.

## مقارنة بين البلدين
هذه مقارنة عامة ومرجعية للدولتين:
| وجه المقارنة                                              | زيمبابوي | فرنسا                                                    |
| --------------------------------------------------------- | --- | -------------------------------------------------------- |
| المساحة (كم2)                                             | 390.76 ألف | 643.80 ألف                                               |
| عدد السكان (نسمة)                                         | 16.53 مليون | 67.12 مليون                                              |
| الكثافة السكانية (ن./كم²)                                 | 42.3 | 104.26                                                   |
| العاصمة                                                   | هراري | باريس                                                    |
| اللغة الرسمية                                             | لغة إنجليزية، اللغة الشونا، النديبيلية الشمالية ‏، لغة الشيشيوا، Barwe ‏، Kalanga language ‏، Tshwa language ‏، النداو ‏، اللغة التسونجا، لغة الإشارة الزيمبابوية ‏، اللغة السوتية، تونغا ‏، اللغة التسوانية، اللغة الفيندية، اللغة الكوسية | لغة فرنسية                                               |
| العملة                                                    | دولار أمريكي | يورو، فرنك س ف ب، فرنك فرنسي، Livre tournois ‏            |
| الناتج المحلي الإجمالي (بليون دولار)                      | 17.85 مليار | 2.58 تريليون                                             |
| الناتج المحلي الإجمالي (تعادل القوة الشرائية) بليون دولار | 27.88 مليار | 2.87 تريليون                                             |
| الناتج المحلي الإجمالي الاسمي للفرد دولار أمريكي          | 924 | 36.20 ألف                                                |
| الناتج المحلي الإجمالي للفرد دولار أمريكي                 | 1.79 ألف | 39.33 ألف                                                |
| مؤشر التنمية البشرية                                      | 0.509 | 0.888                                                    |
| رمز المكالمات الدولي                                      | +263 | +33                                                      |
| رمز الإنترنت                                              | .zw | .fr، .bzh ‏، .tf، .re، .wf، .yt، .pm، .paris              |
| المنطقة الزمنية                                           | ت ع م+02:00 | أوروبا/باريس ‏، توقيت وسط أوروبا، توقيت وسط أوروبا الصيفي |

## منظمات دولية مشتركة
يشترك البلدان في عضوية مجموعة من المنظمات الدولية، منها:
| علم المنظمة | اسم المنظمة                               | تاريخ انضمام زيمبابوي | تاريخ انضمام فرنسا |
| ----------- | ----------------------------------------- | --------------------- | ------------------ |
|             | مؤسسة التنمية الدولية                     | 29 سبتمبر 1980        | 30 ديسمبر 1960     |
|             | الأمم المتحدة                             | 25 أغسطس 1980         | 24 أكتوبر 1945     |
|             | منظمة التجارة العالمية                    | ?                     | 1995               |
|             | منظمة الشرطة الجنائية الدولية             | ?                     | ?                  |
|             | المركز الدولي لتسوية المنازعات الاستشارية | 19 يونيو 1994         | 20 سبتمبر 1967     |
|             | الاتحاد الدولي للاتصالات                  | 10 فبراير 1981        | 1866               |
|             | الفريق المعني برصد الأرض                  | ?                     | ?                  |
|             | البنك الدولي للإنشاء والتعمير             | 29 سبتمبر 1980        | 27 ديسمبر 1945     |
|             | الاتحاد البريدي العالمي                   | ?                     | ?                  |
|             | منظمة حظر الأسلحة الكيميائية              | ?                     | ?                  |
|             | مؤسسة التمويل الدولية                     | 29 سبتمبر 1980        | 20 يوليو 1956      |
|             | البنك الإفريقي للتنمية                    | ?                     | ?                  |
|             | وكالة ضمان الاستثمار متعدد الأطراف        | 10 أبريل 1992         | 28 ديسمبر 1989     |
|             | يونسكو                                    | 22 سبتمبر 1980        | 4 نوفمبر 1946      |

## وصلات خارجية
- موقع وزارة الخارجية الزيمبابوية
- موقع وزارة الخارجية الفرنسية